# École des Roches
L'École des Roches est un établissement scolaire français privé sous contrat d'association avec l'État créé par Edmond Demolins en 1899, à Verneuil-sur-Avre.

## Histoire

### La fondation et l'établissement de l'école
Edmond Demolins souhaite offrir une nouvelle sorte d'éducation, inspirée des méthodes actives expérimentées dans les écoles nouvelles anglaises d’Abbotsholme et de Bedales, qu'il a découvertes au cours de voyages d'études en Angleterre au début des années 1890. Il décrit l'ambiance familiale qui règne dans ces internats et présente l'emploi du temps, les méthodes pédagogiques, les matières enseignées et les activités physiques et sportives. Il est notamment sensible au « tiers-temps pédagogique » et à la pédagogie active, qui valorise l'observation, l'expérimentation et la déduction. Demolins estime nécessaire de donner une éducation appropriée aux enfants des élites, afin de former des hommes d'action. Pour cela, il préconise de créer une école centrée sur l'enfant, qui le rende acteur de son éducation, et insiste sur la nécessité d'instaurer avec les élèves des relations fondées sur le respect, la responsabilité et la confiance,.
En 1899, une société anonyme, « société de l'École nouvelle - École des Roches » est créée, et se porte acquéreur du domaine de la Guichardière, de 23 hectares, du château des Roches, à deux kilomètres de Verneuil-sur-Avre. En sont membres diverses personnalités, notamment Jules Siegfried, négociant et homme politique protestant, Pierre et Paul Lebaudy, cousins de Juliette Demolins, Alfred Firmin-Didot, membre de la famille des papetiers de la vallée de l'Avre et éditeur des ouvrages de Demolins, et Eugène de Glatigny, notable local.
L'école ouvre le 7 octobre 1899, elle accueille alors 50 élèves internes. Les frais de pension sont de 2 500 francs. Edmond Demolins préside le conseil d'administration jusqu'à sa mort en 1907, toutefois, Georges Bertier lui a succédé à la direction de l'école à partir de 1903. C'est alors une institution à caractère chrétien mais d'esprit laïque libre et destinée en fait aux milieux aisés. D'esprit « républicain », proche du christianisme social et d'esprit anglophile, les Roches et son directeur Georges Bertier s'intéressent aux expériences de Robert Baden-Powell. Les inflexions éducatives prônées par Bertier concernent la conciliation de l'éducation nouvelle avec les humanités classiques. Alors que Demolins souhaitait tenir son école à l'écart des exigences scolaires tout en préparant ses élèves au baccalauréat, Bertier réorganise les programmes et les méthodes d'enseignement en fonction de ce qui devient pour lui un objectif majeur. Il aligne les programmes des Roches sur les programmes officiels et revalorise notamment l'enseignement du latin qui devient obligatoire dès la sixième. Il propose à des personnalités inspecteurs de l'instruction publique de venir contrôler la qualité des cours, notamment Gustave Monod, qui fut enseignant aux Roches et reste inspecteur jusqu'en 1921. L'enseignement est organisé en trois cycles : l'enseignement préparatoire, destiné aux élèves de sept à onze ans, l'enseignement moyen, avec un renforcement des études du latin, du français et des mathématiques, et l'apprentissage d'une langue vivante, enfin l'enseignement secondaire de la quatrième à la terminale, qui concilient la préparation au baccalauréat et des méthodes actives.

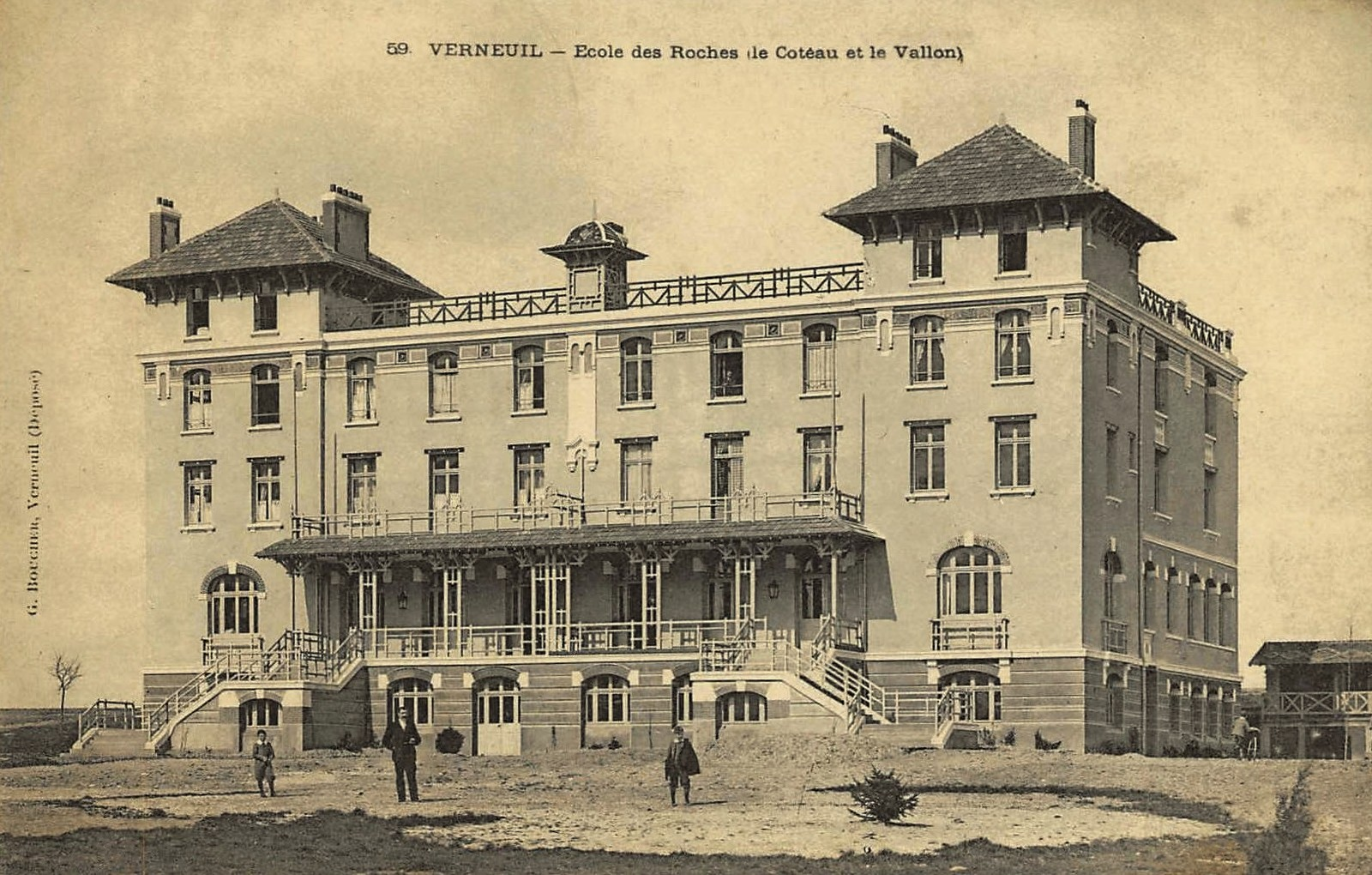
Les maisons du Coteau et Sablons vers 1910.

Les élèves de l'enseignement secondaire sont logés dans plusieurs maisons et suivent leurs cours dans un bâtiment central, sous la responsabilité d'un professeur principal responsable des enseignements du français, du latin, de l'histoire et de la géographie. Les élèves font des séjours linguistiques en Grande-Bretagne, en Allemagne ou en Suisse alémanique, en Espagne. L'enseignement du dessin est soutenu. D'autres innovations introduites par Demolins ne perdurent pas, notamment les cours de science sociale ou un cursus pré-professionnel destiné aux élèves qui ne passeraient pas le baccalauréat.
Les activités sportives sont favorisées. Elles ont lieu les après-midis, en alternance avec les travaux pratiques et doivent favoriser la bonne santé du corps ainsi que la pratique de sports collectifs. Le rugby, le tennis, la natation sont au programme. Autrefois, les élèves pouvaient s’initier au pilotage aérien, une prestation de moins en moins utilisée . Les matinées sont consacrées aux disciplines intellectuelles, les soirées au travail personnel. L'emploi du temps est prévu sur six journées, seul le dimanche étant libéré. L'emploi du temps des élèves qui préparent le baccalauréat prévoit des temps de sport et d'ateliers réduits, certains de leurs après-midis sont réservés aux devoirs surveillés. Enfin, des activités manuelles et des excursions complètent le programme, favorisant le « learning by doing » de l'éducation active théorisée par John Dewey.

### Principes pédagogiques
Les élèves sont incités à prendre des responsabilités, qui augmentent avec le niveau de classe ; ces tâches peuvent être des responsabilités à l'internat ou à la bibliothèque, la distribution de l'argent de poche ou des timbres, jusqu'au « capitanat », pour les élèves plus âgés, qui deviennent responsables d'une équipe de plus jeunes élèves. Ils doivent alors servir de modèles et transmettre les valeurs des Roches. Les capitaines, âgés au minimum de 14 ans, sont choisis par les élèves et leur investiture doit être confirmée par les enseignants. Quatre ou cinq capitaines sont nommés dans les maisons qui comptent 40 ou 50 élèves, soit un capitaine par dortoir. Ils surveillent notamment l'étude du soir. Un « capitaine général » est nommé, choisi parmi les élèves de terminale, et collabore avec la direction. La fonction du capitanat connaît ses limites, entre la position à tenir auprès des élèves et la collaboration avec les autorités du collège.
D'autres moyens sont mis en œuvre, pour favoriser l'autonomie et l'autodiscipline, notamment le scoutisme : une troupe pluriconfessionnelle d'Éclaireurs de France est créée à l'école, sous l'impulsion de Bertier, l'une des premières fondées en France. Elle permet la pratique d'activités de plein air et des camps. Le scoutisme aux Roches est surtout actif durant les mandats des directeurs Bertier et Marty. Tous deux occupent des fonctions de premier plan dans le jeune scoutisme.
Des activités de pionniers, plus orientées vers la participation à des conférences et des moments de partage, destinés aux élèves les plus âgés, se mettent en œuvre à partir des années 1922-1923 jusqu'en 1930, où elles sont remplacées par des cours de sciences sociales.
L'école prône une orientation « laïque et chrétienne » et la formation religieuse des élèves se fait par l'intermédiaire de deux aumôniers, catholique et protestant. Durant les années 1920-1930, deux tiers des élèves sont d'origine catholique, et un tiers est protestant, ce qui est largement plus que la moyenne nationale du protestantisme en France. La liberté religieuse est respectée, mais « l'éducation chrétienne et libérale » fait partie de l'esprit des Roches.
L'association des anciens élèves de l'école des Roches (AER), qui existe dès 1905, est créée officiellement le 31 mai 1910.

### Les enseignants
En 1900, le nombre d'enseignants est de 17, il passe à 51 en 1929, puis revient à 46 en 1934. Le nombre d'enseignantes varie lui aussi, relativement stable entre les deux dates 1914 et 1934, tout en ayant connu un pic entre les deux guerres (2/3 d'enseignantes en 1924, nombre qui redescend à la moitié de l'effectif enseignant dès 1929). Ces enseignantes sont jeunes à leur arrivée aux Roches, sont souvent célibataires, et le restent jusqu'à leur départ à la retraite, à l'exception des épouses de cadres de l'école qui assurent des fonctions de maîtresses de maison. Leurs fonctions sont souvent attachées aux classes élémentaires ou à l'enseignement de la musique, ce n'est qu'après-guerre qu'elles accèdent à l'enseignement général, en langue, sciences et lettres.
Les enseignants sont souvent recrutés en fonction de leur diplôme : il s'agit d'une licence universitaire, pour près de la moitié d'entre eux, ou plus rarement de l'agrégation, du doctorat, d'un diplôme d'ingénieur, d'un diplôme universitaire étranger, ou d'un diplôme d'État disciplinaire. Certains enseignants ont un diplôme qui atteste de l'appartenance de l'école des Roches à la mouvance de l'éducation nouvelle, notamment de l'institut Jean-Jacques Rousseau (Genève) ou ont enseigné auparavant dans une école nouvelle, attestant d'« une circulation […] d'idées et d'expériences entre les écoles nouvelles », notamment Maurice Montassut et Maurice Vaussard. D'autres réseaux sont présents dans les recrutements, ceux des sciences sociales (Paul de Rousiers, Paul Bureau, de la Société de géographie de Paris, Joseph Durieu du Collège libre des sciences sociales, Paul Descamps et Paul Roux de l’Hôtel des sociétés savantes, Gabriel Melin de la Faculté de droit de Nancy).

### Les années contemporaines: 1940-2010
Au moment de l'exode de 1940, l'école se replie d'abord au château Maslacq, jusqu'en 1950, date à laquelle élèves et professeurs s'installent dans l'ancien Collège de Normandie, à Clères. Les différents responsables de l'école sont porteurs d'idées de droite, une droite libérale et modérée (Georges Bertier et Henri Trocmé), encore sociale et catholique (Louis Garrone et Henri Marty) ou encore nationaliste et traditionaliste (André Charlier). La visée est bien de préparer de futurs cadres pour « une nouvelle société […] en l'absence de tout antisémitisme ».
Le collège de Normandie, créé à Clères en 1902 sur le modèle du collège anglais de Harrow par des industriels de Rouen et de la région et dirigé par Joseph Duhamel, est fermé de 1940 à 1950. Louis Garrone, gendre de Georges Bertier, devient directeur de 1944, jusqu'à son départ à la retraite en 1965.
À la Libération, l'école reprend sa croissance : de 150 élèves accueillis en octobre 1944 principalement au Vallon et à la Guichardière, elle passe à 350 en 1948 sur six maisons, les deux déjà citées auxquelles s'ajoutent Le Moulin, les Pins, le Côteau et les Sablons. Chaque maison est dirigée par des couples mariés qui y vivent avec leur famille. En 1949, ils sont 359 élèves, répartis en 50 classes, et encadrés par 50 professeurs et 12 jardinières d'enfants. L'aspect chrétien de l'éducation est toujours prononcé, avec la résidence de deux aumôniers, un prêtre et un pasteur aux Roches, tandis que la référence à l'éducation nouvelle s'est estompée : l'accent mis sur la complémentarité entre activités scolaires et sociales demeure, de même que les liens entre enseignants ou capitaines et élèves sont valorisés. Les activités culturelles gardent une place importante : une chorale créée en 1946 qui donne des concerts à la salle Gaveau avec l'orchestre de la société César Franck, des cours de théâtre et des représentations, des séances de cinéma le dimanche après-midi en guise de distraction, ou dans une perspective éducative, ou encore des conférences sur des expéditions scientifiques : les fils d'Haroun Tazieff, de Jacques Cousteau, ou de Paul-Émile Victor sont élèves aux Roches, Jean Raspail est lui-même un ancien élève, etc.. Les activités sportives, notamment l'équitation, et artistiques restent privilégiées.
De 1950, date à laquelle les Roches doivent rendre le château de Maslaq, à 1972, le collège de Normandie est administré par l'école des Roches, et renommé les Roches de Clères, dirigées par André Charlier (1950-1962) puis Henri-Thierry Deschamps (1962-1972).
En 1952, a lieu la fusion de l'AER et de l'association des anciens élèves du collège de Normandie : l'AER prend le nom de AERN.
L'établissement est confronté aux difficultés, notamment d'ordre financier, entre 1965 et 1971, qui provoquent la fermeture des Roches de Clères, dans l'ancien Collège de Normandie. Le questionnement sur le passage de l'école en contrat d'association avec l'État permis par la loi Debré du 31 décembre 1959 provoque des tensions au sein de l'établissement : le conseil d'administration s'y oppose, tandis que les enseignants sont partagés. Les parents d'élèves et l'association de parents d'élèves prennent leur place dans la réflexion sur « les objectifs et les modalités du projet éducatif ». Ils s'intéressent notamment aux perspectives d'orientation des élèves diplômés de l'école, qui retrouveront dans leur vie post-bac, les élèves des grands lycées publics ou collèges catholiques. Dès cette période, les résultats du baccalauréat deviennent un objet de préoccupation, et sont publiés régulièrement, alors que la politique de Louis Garrone, qui souhaite privilégier un enseignement de promotion plutôt que de sélection, et travailler les projets d'orientation avec les élèves. La démographie de l'école se modifie : elle compte moins d'enfants d'anciens élèves, davantage d'enfants dont la famille est à l'étranger, d'élèves en rupture scolaire. Elle s'ouvre à la mixité en 1968, puis l'institutionnalise en 1973, avec 71 filles sur les 343 élèves. Le refus d'un contrat d'association avec l'État a beaucoup alourdi les frais de scolarité. La survenue de mai 1968, de la rupture intergénérationnelle qui l'accompagne et des aspirations nouvelles des jeunes sont mal anticipées par l'équipe dirigeante. Ainsi un élève de Terminale est renvoyé parce qu'il séchait la messe du dimanche. Une grande crise financière survient en 1971, la fermeture est évitée par la reprise en main par plusieurs personnalités, Raymond Delacoux, Emmanuel de Sartiges, Félix Paillet et Guy Kemlin, qui obtiennent des facilités des banques pour redresser l'école, ce qui est fait en 1975.
En 1978, ouvre l'école élémentaire des Petites roches, à Septeuil (Yvelines). Sur le modèle du pensionnat de l'école des Roches, elle est connue sous le nom de « La Tournelle » et réservée aux élèves de classes de primaire. L'établissement a fermé depuis et les élèves du primaire sont pensionnaires à Verneuil-sur-Avre, dans la maison des Acacias.
Des inflexions importantes prennent en compte les changements des mentalités et l'évolution des modes de vie. Cela est le cas notamment en ce qui concerne l'abandon de l'internat permanent, les élèves sortent un week-end sur deux, et bénéficient également de vacances en automne et pour Pentecôte ou l'ouverture aux techniques de la communication, télévision et informatique. Les élèves prennent leur repas dans une salle spéciale annexe, en remplacement du dîner pris dans chaque maison. Les pratiques de sports et les travaux pratiques occupent une place importante dans l'emploi du temps, les après-midis. Les messes en semaine sont supprimées, et la messe du dimanche pour les élèves catholiques est rendue facultative dès 1971, le dernier aumônier, Jean-Michel Di Falco (1978-1985), ne réside plus à l'école mais vient y passer deux week-ends par mois.
Malgré des adaptations, l'école connaît un reflux du nombre d'élèves, qui la met en difficulté : en 1986, elle n'a plus que 260 élèves à Verneuil et une centaine à Septeuil, et les résultats au baccalauréat sont médiocres. En 1989, l'école connaît une situation financière difficile, avec un endettement important, et est sur le point de se déclarer en cessation de paiement. Le directeur Félix Paillet avait racheté systématiquement les actions de l'école, pour créer un actionnariat réparti entre plusieurs milliers d'actionnaires, une option qui ne rassure pas les banques au moment où l'école demande l'octroi de prêts supplémentaires. Le constat fait lors du conseil d'administration du 25 novembre 1989 souligne que « les Roches ont encore une très grande réputation mais le délabrement des bâtiments et installations est effrayant ». Claude-Marc Kaminsky devient le propriétaire, le 31 mars 1990 et participe à la prise de décisions qui permettent un redressement progressif de l'école. L'une des décisions prises est le contrat d'association avec l'État signé le 25 mai 1992, qui assure aux Roches un statut d'établissement d'enseignement privé sous contrat : l'école s'engage à suivre les programmes de l'Éducation nationale et à recruter des professeurs pourvus de diplômes reconnus.
Un groupe École des Roches est fondé, qui rassemble l'internat international mixte secondaire de Verneuil, la Tournelle réservée à l'enseignement primaire, ainsi qu'un centre linguistique. Les élèves sont des pensionnaires français ou des enfants de diverses nationalités dont les familles résident à l'étranger. Les nouvelles mesures, le passage en contrat d'association avec l'État et la baisse des frais de scolarité qui accompagne la prise en charge des salaires des enseignants par l'Éducation nationale produisent des effets positifs sur les effectifs qui augmentent progressivement : de 200 élèves en 1993, ils passent à 300 élèves en 2001 et oscillent ensuite entre 330 et 380, selon les années, moitié en collège, moitié en lycée, dans des classes à petit effectif. L'accent est mis sur la réussite au baccalauréat, la vie collective, l'esprit d'équipe et la pratique du sport, l'épanouissement de la créativité et l'ouverture culturelle et sur le monde.
L'école est installée dans un campus d'une soixantaine d'hectares. Les élèves étrangers, de quarante nationalités différentes, ne représentent que 47 % des effectifs : cette baisse est intentionnelle et correspond à une volonté d'équilibrer le nombre d'élèves français et internationaux. Les principes de l'« éducation nouvelle » restent importants, notamment en favorisant la pratique de sports collectifs, le sens et la prise de responsabilités, les disciplines artistiques. En 2015, une école primaire « tout numérique » est créée et, en 2016, le programme du baccalauréat international est adopté, tandis qu'une classe de seconde internationale est ouverte. L'école prête une attention particulière aux problématiques environnementales et encourage les initiatives individuelles et collectives menées en faveur de la protection et du respect de la planète, et a obtenu en 2009 le label I des établissements du développement durable de Haute-Normandie et en 2014 le label II.
Depuis 2013, elle appartient à un groupe basé à Dubaï, GEMS Education,, propriété du milliardaire et philanthrope indien Sunny Varkey (en).

## Personnalités de l'école des Roches

### Directeurs
- 1899-1903 : Edmond Demolins, le fondateur, directeur jusqu'en 1903 et qui reste président du conseil d'administration jusqu'à sa mort en 1907. Disciple de Le Play, il fonde la revue La Science sociale, avec le soutien d'un autre disciple leplaysien, Henri de Tourville (1842-1903)[56],[57].
- 1903-1944 : Georges Bertier, directeur à partir de 1903, qui donne une stabilité à l'école, tout en apportant des innovations importantes, notamment en impulsant le développement de la culture générale. C'est sous son action que le style rocheux s'élabore, entre la mouvance de l'éducation nouvelle et les exigences de mise aux normes des programmes pour établir un lien avec l'université[58]. Il développe des actions en dehors des Roches, notamment en donnant des cours à l'institut supérieur de pédagogie.
- 1944-1965 : Louis Garrone : gendre de Georges Bertier à qui il succède, directeur des Roches[59].
- 1965-1968 : Raymond Baillif
- 1968-1970 : Louis Viguier
- 1970-1971 : Patrice Galitzine
- avril-juin 1971 : Moorgat
- septembre 1971-1987 : Félix Paillet
- 1987-1990 : Jacques-Henry Forest et Jean de Fouquières
- 1992-2002 : Daniel Venturini, professeur de mathématiques aux Roches en 1974, puis responsable de maison.
- 2004-2015 : Françoise Caballé, professeure d'histoire-géographie depuis 1995, chef d'établissement et directrice du lycée, et Catherine Janvier, professeure de FLE depuis 1994, directrice adjointe et responsable du collège.
- 2015-2017 : Frédéric Catogni
- 2017-2019 : David Dowdles (directeur général délégué) - Marie Andries (chef d'établissement)
- 2019-2022 : David Johnson (directeur général)[60]
- Depuis 2022 : Stéphane Royo, secrétaire général[61]

### Autres personnalités de l'École
- Juliette Demolins, associée de son mari « dans une expérience pratique qui teste les résultats de la science sociale en matière d’éducation » et qui apparaît dans l'organigramme au titre de « maîtresse » d’une des maisons, puis comme membre du conseil d'administration, et qui participe financièrement au projet[62].
- Henri Trocmé, sous-directeur[63], d'origine protestante, titulaire d'une licence de lettres mention philosophie (1894), a rencontré Patrick Geddes en Écosse. Il participe au financement des Sablons qu'il dirige ensuite avec son épouse Eve Rist et ils mettent ensemble en œuvre des activités philanthropiques, dans lesquelles peuvent s'investir les élèves (financement de séjours en colonies de vacances notamment. Il est nommé sous-directeur en 1912 et s'occupe particulièrement de l'ajustement des programmes scolaires aux normes universitaires[64]. Entré aux Roches en 1902, il se consacre à l'école jusqu'à sa mort en décembre 1944[65].
- Henri Marty[66] est une figure importante du scoutisme : fondateur de la première troupe d'Éclaireurs de France aux Roches, issu d'un milieu catholique et conservateur, titulaire d'une licence de lettres, il est recruté par les Roches et effectue plusieurs missions d'observation aux États-Unis. Il réside à la Guichardière (1908-1910) puis au Vallon. Il est professeur d'économie, d'histoire, d'anglais et de science sociale, puis directeur-adjoint dans les années 1920, directeur de l'école élémentaire de la Guichardière en 1931 avec son épouse, jusqu'à son départ en 1939[67].
- André Charlier (1895-1971), personnalité catholique et auteur de textes d'édification destinés aux élèves de l'école, professeur puis directeur des Roches, alors repliée d'abord à Maslaq, puis à Clères. Il prône une éducation de l'esprit, du corps et de l'âme, « dans une intention de défense de la civilisation chrétienne et gréco-latine », tout en s'opposant à la « culture païenne » nazie[28].